# Маскаренский креольский язык
Маскаренский креольский язык (фр. créole mascarene) — общее название группы идиомов, распространённых на Маскаренских островах, островах Агалега, Чагос и Сейшельских Островах. Общее число говорящих — около 1,3 млн чел. (оценка, 2009).

## Состав
В понятие «маскаренский креольский язык» включают 2 группы франко-креольских идиомов, которые иногда рассматривают как единый язык на основе наличия ряда общих элементов, в частности единого показателя прогрессива -ape.
Первую группу составляет т. н. реюньонский креольский язык (рейоне; 600 тыс.), с двумя диалектами — городским (более близким к французской основе) и сельским (в котором преобладают элементы из западноафриканских и банту языков). На острове Реюньон используется в административной сфере. Имеет письменность на латинской графической основе.
Во вторую группу входят 5 идиомов (общее число говорящих 720 тыс. чел.), классифицируемых или как самостоятельные языки, или как наречия одного языка (т. н. маврикийско-сейшельского):
- маврикийский (морисьен; 604 тыс. говорящих) — лингва-франка населения острова Маврикий, сформировавшийся в XVIII веке на основе пиджина рабов, завезённых с Мадагаскара и из Африки;
- родригуанский (40 тыс. говорящих) — остров Родригес (Маврикий)
- агалегский (ок. 300 говорящих) — о-ва Агалега (Маврикий)
- чагосский — был распространён на о-вах Чагос до 1960-х гг., ныне на нём говорят 3 тыс. переселенцев на Маврикии и Сейшельских о-вах
- сейшельский (сеселва; 73 тыс. говорящих) — официальный язык Сейшельских Островов

## История
Прото-маскаренский пиджин сформировался в этом регионе в результате контакта речи белых поселенцев из Франции с речью переселенцев-малагасийцев и рабов африканского, индийского и малагасийского происхождения
Французская колонизация этих островов началась с колонии Форт-Дофен (Fort-Dauphin) на юге Мадагаскара в 1642 году и Реюньона, постоянно населённого с 1665 года. Затем пиджин распространился на Маврикий, а уже оттуда и с Реюньона — на Родригес и на Сейшельские острова. Из-за островного характера территорий пиджин на каждом из островов начал дифференцироваться от других. Впоследствии, с переходом всех островов, кроме Реюньона, под власть Британской короны в 1810 году, остальные разновидности, с одной стороны, сблизились между собой, а с другой — отдалились от реюньонского варианта. В результате взаимопонимание между отдельными вариантами стало затруднительным.
Из-за типологических расхождений выдвигалась гипотеза о различном происхождении креольских языков Реюньона и прочих островов. Однако позднее было показано, что эти различия можно понимать по-разному и они не связаны с происхождением креолов.

## Общие свойства
Для разных разновидностей маскаренского креола характерны некоторые общие грамматические особенности, несмотря на разность в произношении:
- использование слова «gagner» [gaɲe] в значении «иметь»
- множественное число передаётся дупликацией
- использование слова «fin» для обозначения прошедшего времени.

Например, маврикийское li fin gayh и реюньонское li té fine gagne, что значит «он это имел» (фр. il l’a eu).
Сравнение с родственными креольскими языками на соседних островах:
| Французский                                                                           | Маврикийский креольский язык                                        | Родригуанский креольский язык                              | Сейшельский креольский язык                                   | Реюньонский креольский язык                                                | Перевод                                                                 |
| ------------------------------------------------------------------------------------- | ------------------------------------------------------------------- | ---------------------------------------------------------- | ------------------------------------------------------------- | -------------------------------------------------------------------------- | ----------------------------------------------------------------------- |
| Peuples créoles du monde entier, donnons-nous la main.                                | Tou dimoune ki koz langaz kreol anou mars ansam.                    | Tou kreol lor la ter, anou marye pyke.                     | Tou pep Kreol dan lemonn, annou atrap lanmen.                 | Anou pèp kréol dan lo Monn antyé anon mèt ansanm.                          | Все креолы мира, беритесь за руки («объединяйтесь»).                    |
| Nous sommes créoles, et donc nous parlons créole.                                     | Nou finn ne kreol, alor nou noz kreol.                              | Nou kreol, nou koz nou lang.                               | Nou Kreol, alor nou koz Kreol.                                | Nou lé kréol, nou koz kréol.                                               | Мы — креолы и поэтому мы говорим по-креольски.                          |
| Le créole est la puissante langue de notre patrie car il est parlé par tout le monde. | Langaz kreol pli gran patrimwann nou pei parski tou dimounn koz li. | Kreol li enn gran lang kot nou parski tou dimoune kose li. | Kreol i lalang pli pwisan nou patri akoz tou dimoun i koz li. | Lo kréol lé la lang lo pli gabyé nout nasyon parské tout domoun i koz ali. | Креол — влиятельный язык в нашей стране, потому что на нём говорят все. |